# Вылегжанин, Максим Михайлович
Макси́м Миха́йлович Вылегжа́нин (18 октября 1982, Шаркан, Удмуртская АССР) — российский лыжник. Трёхкратный вице-чемпион зимних Олимпийских игр 2014 года в эстафете, командном спринте и лыжном марафоне. Чемпион мира 2015 года в скиатлоне. Трёхкратный вице-чемпион мира, победитель зимней Универсиады 2007 года, бронзовый призёр многодневной лыжной гонки Тур-де-Ски 2013 года, многократный чемпион России. Заслуженный мастер спорта России. С 2018 года — председатель Федерации лыжных гонок Удмуртии.

## Спортивная карьера
Максим Вылегжанин является чемпионом мира 2015 года в скиатлоне на 30 км, а также трёхкратным вице-чемпионом мира в индивидуальных гонках: 2009 года в масс-старте на 50 км свободным стилем, 2011 года в скиатлоне на дистанции 30 км и в масс-старте на 50 км свободным стилем.
Победитель Всемирной Универсиады (2007) на дистанции 30 км свободным стилем, бронзовый призёр в гонке преследования на 15 км.
Являлся членом олимпийской сборной команды России на Олимпиаде в Ванкувере. Лучший результат — 8 место в гонке на 50 км.
Трёхкратный чемпион России на дистанциях 30 км (дуатлон, 2007) и 50 км (2007 — масс-старт классическим стилем, 2008 — масс-старт свободным стилем).
На счету Максима Вылегжанина две победы на этапах Кубка мира на дистанции 30 км свободным стилем в сезоне 2010/2011 и на дистанции 15 километров классическим стилем на этапе «Тур де ски» в Оберхофе в сезоне 2012—2013.
9 февраля 2014 года на Олимпийских играх в Сочи занял 4 место в скиатлоне, уступив на финише норвежскому спортсмену Мартину Сундбю. 16 февраля 2014 года завоевал Олимпийское серебро в составе эстафетной четверки (Дмитрий Япаров, Александр Бессмертных, Александр Легков, Максим Вылегжанин). 19 февраля 2014 года выиграл свою вторую серебряную медаль на Олимпийских играх в Сочи вместе с Никитой Крюковым в командном спринте классикой. В последний день Олимпиады Максим стал вторым в масс-старте на 50 км свободным стилем.
9 марта 2019 года завершил спортивную карьеру, став вторым в масс-старте на 50 км классическим стилем в Хольменколлене.
В настоящее время выступает в составе профессиональной марафонской команды "Русская Зима"

### Чемпионаты мира и Олимпийские игры
| Год  | Место проведения  | Дисциплина                   | Место |
| ---- | ----------------- | ---------------------------- | ----- |
| 2009 | ЧМ Либерец        | Скиатлон 30 км               | 24    |
| 2009 | ЧМ Либерец        | 15 км Кл                     | 45    |
| 2009 | ЧМ Либерец        | Марафон 50 км Св             | 2     |
| 2011 | ЧМ Хольменколлен  | Скиатлон 30 км               | 2     |
| 2011 | ЧМ Хольменколлен  | 15 км Кл                     | 10    |
| 2011 | ЧМ Хольменколлен  | Эстафета 4х10                | 7     |
| 2011 | ЧМ Хольменколлен  | Марафон 50 км Св             | 2     |
| 2013 | ЧМ Валь-ди-Фьемме | Скиатлон 30 км               | 5     |
| 2013 | ЧМ Валь-ди-Фьемме | 15 км Св                     | 57    |
| 2013 | ЧМ Валь-ди-Фьемме | Эстафета 4х10 км             | 3     |
| 2013 | ЧМ Валь-ди-Фьемме | Марафон 50 км Кл             | 8     |
| 2014 | ОИ Сочи           | Скиатлон 30 км               | 4     |
| 2014 | ОИ Сочи           | Эстафета 4х10 км             | 2     |
| 2014 | ОИ Сочи           | Командный спринт 6х1,8 км Кл | 2     |
| 2014 | ОИ Сочи           | Марафон 50 км Св             | 2     |
| 2015 | ЧМ Фалун          | Скиатлон 30 км               | 1     |
| 2015 | ЧМ Фалун          | Эстафета 4х10 км             | 4     |
| 2015 | ЧМ Фалун          | Марафон 50 км                | 4     |

### Статистика выступлений в Кубке мира
| 2004—2005   |             |                      |                      |           |            |           |          |           |                |                |         |       |       |       |       |
| Праджелато  | Праджелато  | Лахти                | Осло                 | Фалун     | Фалун      | Итоги     | Итоги    |           |                |                |         |       |       |       |       |
| 30 Д        | КС 6х1,2 Кл | 15 Св                | 50 Кл                | 30 Д      | Э 4х10     | Очков     | Место    |           |                |                |         |       |       |       |       |
| 37          | 6           | 66                   | 6                    | 15        | 7          | 56        | 67       |           |                |                |         |       |       |       |       |
| 2005—2006   |             |                      |                      |           |            |           |          |           |                |                |         |       |       |       |       |
| Куусамо     | Куусамо     | Нове-Место-на-Мораве | Нове-Место-на-Мораве | Отепя     | Фалун      | Осло      | Итоги    | Итоги     |                |                |         |       |       |       |       |
| 15 Кл       | 15 Св       | С 1,2 Св             | 15 Св                | 15 Кл     | 20 Д       | 50 Св     | Очков    | Место     |                |                |         |       |       |       |       |
| 59          | 29          | 32                   | DNS                  | 42        | 49         | 29        | 7        | 152       |                |                |         |       |       |       |       |
| 2006—2007   |             |                      |                      |           |            |           |          |           |                |                |         |       |       |       |       |
| Елливаре    | Елливаре    | Куусамо              | Валь д'Аоста         | Ла Клюса  | Ла Клюса   | Осло      | Фалун    | Итоги     | Итоги          |                |         |       |       |       |       |
| 15 Св       | Э 4х10      | С 1,2 Кл             | 15 Кл                | 30 Св Мст | Э 4х10     | 50 Кл     | 30 Д     | Очков     | Место          |                |         |       |       |       |       |
| 33          | 13          | 54                   | 78                   | 65        | 8          | 7         | 22       | 45        | 79             |                |         |       |       |       |       |
| 2007—2008   |             |                      |                      |           |            |           |          |           |                |                |         |       |       |       |       |
| Бейтоштолен | Бейтоштолен | Давос                | Давос                | Рыбинск   | Тур де Ски | Кэнмор    | Кэнмор   | Кэнмор    | Кэнмор         | Отепя          | Либерец | Фалун | Осло  | Итоги | Итоги |
| 15 Св       | Э 4х10      | 15 Кл                | Э 4х10               | 30 Св Мст | 102 См     | 30 Д      | С 1,2 Кл | 15 Св     | С 1,2 Св       | 15 Кл          | 11,4 Св | 30 Д  | 50 Св | Очков | Место |
| 62          | 11          | 45                   | 12                   | 16        | 21         | 20        | 56       | 53        | 60             | 53             | 52      | 48    | 37    | 127   | 51    |
| 2008—2009   |             |                      |                      |           |            |           |          |           |                |                |         |       |       |       |       |
| Елливаре    | Елливаре    | Куусамо              | Ла Клюса             | Давос     | Тур де Ски | Рыбинск   | Лахти    | Трондхейм | Фалун Финал КМ | Итоги          | Итоги   |       |       |       |       |
| 15 Св       | Э 4х10      | 15 Кл                | 30 Св Мст            | 15 Кл     | 102 См     | 15 Св Мст | 15 Св    | 50 Кл Мст | 40 См          | Очков          | Место   |       |       |       |       |
| 41          | 14          | 35                   | 38                   | 41        | 15         | 28        | 6        | 4         | 27             | 290            | 25      |       |       |       |       |
| 2009—2010   |             |                      |                      |           |            |           |          |           |                |                |         |       |       |       |       |
| Бейтоштолен | Бейтоштолен | Куусамо              | Давос                | Рогла     | Кэнмор     | Кэнмор    | Лахти    | Лахти     | Осло           | Фалун Финал КМ | Итоги   | Итоги |       |       |       |
| 15 Св       | Э 4х10      | 15 Кл                | С 1,0 Св             | 30 Кл Мст | 15 Св      | С 1,7 Кл  | 30 Д     | Э 4х10    | 50 Св Мст      | 40 См          | Очков   | Место |       |       |       |
| 50          | 2           | 2                    | 9                    | 3         | 49         | 16        | 4        | 4         | 18             | 4              | 532     | 8     |       |       |       |

## Дисквалификация
27 декабря 2016 года президент Федерации лыжных гонок России Елена Вяльбе сообщила о том, что Вылегжанин временно отстранён от участия в соревнованиях из-за подозрения в нарушении антидопинговых правил. 9 ноября 2017 года Международный олимпийский комитет пожизненно отстранил Вылегжанина от участия в олимпийских играх за нарушение антидопинговых правил. Вылегжанин был лишён всех медалей, завоёванных на Олимпиаде в Сочи. Однако 1 февраля 2018 года решением Спортивного арбитражного суда дисквалификация была признана необоснованной и отменена, результаты на Олимпиаде в Сочи оставлены в силе.

## Награды и звания
- Орден Почёта (24 февраля 2014 года) — за большой вклад в развитие физической культуры и спорта, высокие спортивные достижения на XXII Олимпийских зимних играх 2014 года в городе Сочи[8][9].
- Заслуженный мастер спорта России (17 февраля 2014 года)[10].

## Семья
Максим Вылегжанин родился в простой рабочей семье в селе Шаркан Удмуртской республики. Его отец- милиционер, а мама- библиотекарь. В юности Максим как отец хотел быть военным, но с 10 лет увлекся лыжным спортом. В дальнейшем из хобби лыжный спорт превратился в большее. К 17-ти годам Вылегжанин стал профессиональным лыжником.
В 2012 году Максим Вылегжанин женился на журналистке Альбине Гареевой. 3 июля 2014 года у супругов родился сын Артемий.
Лыжник имеет три высших образования — спортивное, юриспруденция и менеджмент.

## Общественная позиция
В 2024 году стал доверенным лицом кандидата в президенты России Владимира Путина.